# 欢乐颂 (国歌)
歡樂頌（阿拉伯语：‎，羅馬化：Salam Affandina）是1867年－1922年和1936年－1958年的埃及国歌，由意大利音樂家朱塞佩·普吉奧利作曲。后来被啊，久违了，我的武器(Walla Zaman Ya Selahy)取代。在1952年埃及革命之后，它被繼續沿用至1958年。這首歌是純器樂演奏，沒有歌詞。